# Kyle Parrott
Kyle Parrott (* 13. September 1985 in St. Albert) ist ein ehemaliger kanadischer Eisschnellläufer.

## Werdegang
Parrott wurde im Jahr 2008 nordamerikanischer Meister über 500 m sowie 1000 m und nahm zu Beginn der Saison 2008/09 in Changchun erstmals am Eisschnelllauf-Weltcup teil, wobei er in der B-Gruppe über 500 m die Plätze sechs und fünf sowie in der B-Gruppe über 1000 m die Plätze vier und drei errang. Zudem kam er dort auf den 31. Platz über 100 m. Im weiteren Saisonverlauf erreichte er in Kolomna sowie in Erfurt mit dem siebten Platz über 1000 m seine beste Platzierung im Weltcup. Bei den Einzelstreckenweltmeisterschaften 2009 in Richmond lief er auf den neunten Platz über 1000 m und bei der Sprintweltmeisterschaft 2009 in Moskau auf den 14. Rang im Sprint-Mehrkampf. Im folgenden Jahr belegte er bei den Olympischen Winterspielen in Vancouver den 37. Platz über 1500 m, den 24. Rang über 1000 m und den 21. Platz über 500 m. Seinen letzten Weltcup absolvierte er im März 2012 in Heerenveen, welchen er in der B-Gruppe auf dem neunten Platz über 1000 m beendete.

## Erfolge

### Olympische Spiele
- 2010 Vancouver: 21. Platz 500 m, 24. Platz 1000 m, 37. Platz 1500 m

### Einzelstrecken-Weltmeisterschaften
- 2009 Richmond: 9. Platz 1000 m

### Sprint-Weltmeisterschaften
- 2009 Moskau: 14. Platz Sprint-Mehrkampf

## Persönliche Bestzeiten
| Disziplin | Zeit        | Datum             | Ort            |
| --------- | ----------- | ----------------- | -------------- |
| 500 m     | 34,54 s     | 27. Dezember 2009 | Calgary        |
| 1000 m    | 1:08,07 min | 13. Dezember 2009 | Salt Lake City |
| 1500 m    | 1:45,69 min | 1. Januar 2010    | Calgary        |
| 3000 m    | 3:58,90 min | 13. März 2013     | Calgary        |
| 5000 m    | 6:53,89 min | 7. Januar 2007    | Calgary        |